# Liste der Monuments historiques in Belbèze-en-Comminges
Die Liste der Monuments historiques in Belbèze-en-Comminges führt die Monuments historiques in der französischen Gemeinde Belbèze-en-Comminges auf.

## Liste der Bauwerke
| Bezeichnung      | Beschreibung              | Standort | Kennzeichnung | Schutzstatus | Datum | Bild |
| ---------------- | ------------------------- | -------- | ------------- | ------------ | ----- | ---- |
| Schloss Beauvoir | Erbaut im 18. Jahrhundert | (Lage)   | PA00094667    | Inscrit      | 1990  |      |